# Iwan Trutniew

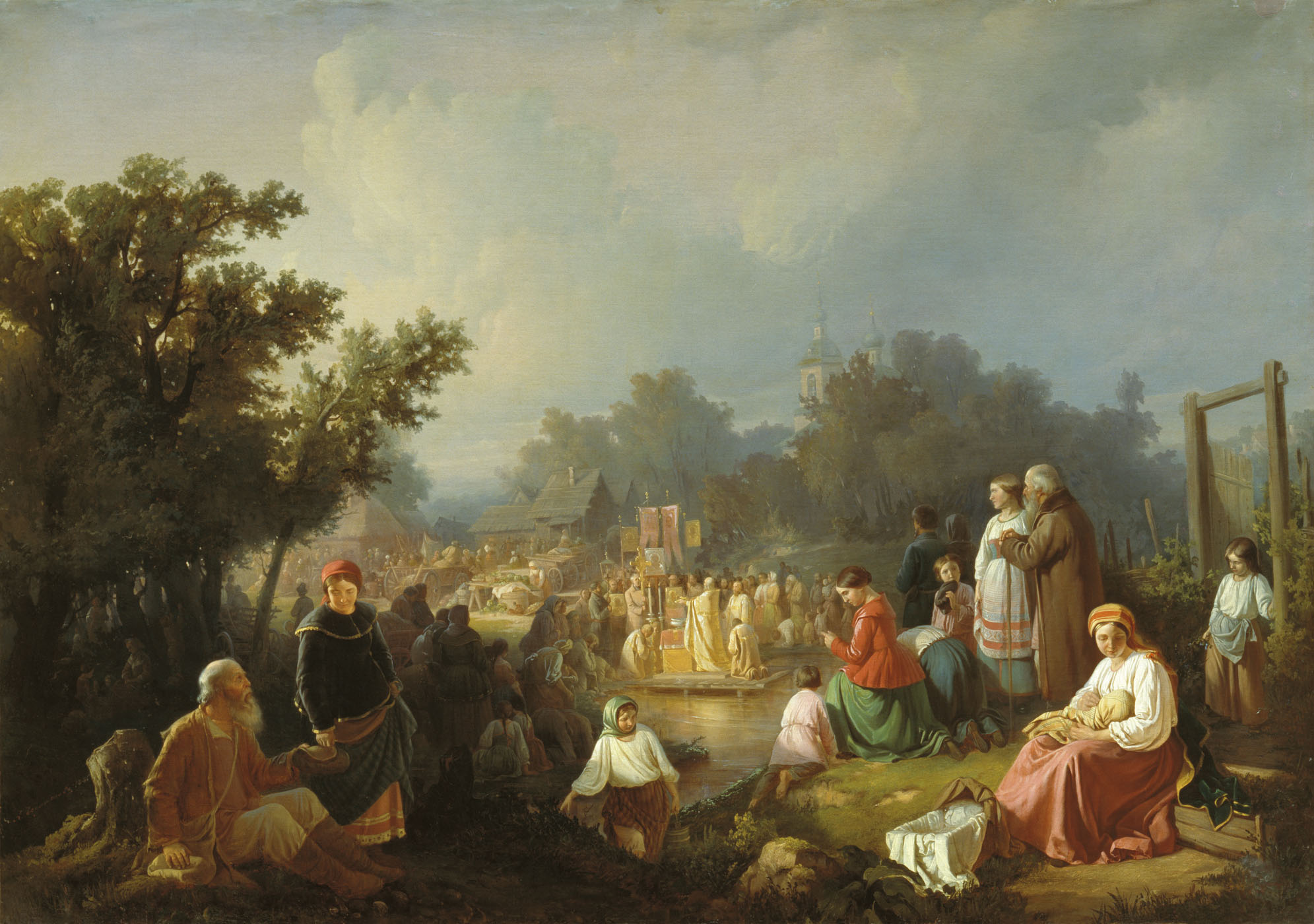
Iwan Trutniew: Procesja krzyżowa (1858)

Iwan Pietrowicz Trutniew (ros. Ива́н Петро́вич Тру́тнев) (ur. 1827 w Lichwinie (gubernia kałuska, obecnie w obwodzie tulskim), zm. 17 lutego 1912 w Wilnie) — malarz rosyjski, założyciel Wileńskiej Szkoły Rysunku.

## Życiorys
Urodził się w rodzinie chłopskiej. W roku 1845 rozpoczął naukę w Szkole Artystycznej hrabiego Stroganowa w Moskwie i ukończył ją w roku 1849 ze świadectwem nauczyciela rysunku. Kontynuował studia w latach 1851–1858 w Petersburskiej Akademii Sztuk Pięknych w pracowni malarstwa batalistycznego u profesora Bogdana Willewaldego. Jego prace studenckie: „Chory żołnierz i Francuzi przy ogniu” „Gra w karty", „Ciuciubabka" (ten ostatni obraz nabyty przez cara Mikołaja I) zostały nagrodzone medalami.
Praca dyplomowa „Procesja krzyżowa na wsi” (1858) została nagrodzona złotym medalem i sześcioletnim stypendium zagranicznym. W latach 1860–1865 doskonalił swoje umiejętności w Wiedniu, Paryżu, Dreźnie i Antwerpii. 
W roku 1866 rozpoczął pracę nauczyciela rysunku i kaligrafii w gimnazjum męskim w Witebsku. W tym samym roku został wezwany do Wilna z misją zorganizowania szkoły rysunku, mającej na celu krzewienie sztuki rosyjskiej w środowisku wileńskim. Od razu przystąpił do nauczania rysunku w wielu szkołach wileńskich. Do jego uczniów należała malarka Zofia Romer.
Trutniew był stałym uczestnikiem wystaw Pieriedwiżników i Akademii Sztuk Pięknych w Petersburgu. W roku 1868 otrzymał godność akademika za obrazy stworzone w Wilnie. 
Malował widoki miasta, obrazy rodzajowe, sceny z życia Żydów wileńskich, obrazy o tematyce cerkiewnej i obrazy uwieczniające uroczystości państwowe oraz portrety dostojników.
Wraz z Wasilijem Griaznowem i akademikiem Czyżowem zaprojektował pomnik generał-gubernatora hrabiego Michaiła Murawjowa (1897). 
Zajmował się też malarstwem ikonowym dla cerkwi zachodnich guberni, m.in. dla cerkwi monasteru Św. Ducha w Wilnie. Otrzymał order św. Anny II stopnia za ikonę dla warszawskiej cerkwi więziennej.
Głównym dziełem Trutniewa stała się wileńska szkoła rysunku. Po likwidacji Uniwersytetu Wileńskiego (1832) była jedyną uczelnią artystyczną na tym obszarze. Liczba uczniów wzrastała stale od 100 do prawie 200. W okresie istnienia przez szkołę przeszło ok. 4000 uczniów. Wielu absolwentów kontynuowało naukę w Akademii Sztuk Pięknych w Petersburgu, w Szkole Rysunku Technicznego barona Stieglitza, w moskiewskiej uczelni Stroganowskiej, w Akademiach Sztuk Pięknych w Berlinie, Monachium i Paryżu.
Większość wykładowców Szkoły Rysunku stanowili Rosjanie. Polakami byli Stanisław Jarocki, Tadeusz Dowgird, Bolesław Bałzukiewicz i jego brat Józef Bałzukiewicz.
Wśród absolwentów Szkoły sławę w Paryżu zdobyli m.in. Jacques Lipchitz i Chaim Soutine.
W ostatnich latach życia wskutek pogarszającego się stanu zdrowia zmuszony był zaniechać twórczości malarskiej. Został pochowany na cmentarzu prawosławnym w Wilnie.

## Literatura
- А. И. Миловидов: Академик-художник Иван Петрович Трутнев. Юбилейное издание по поводу 50-летия художественной деятельности И. П. Трутнева, насадителя русского искусства в Северо-Западном крае. С портретом художника и снимками с его картин. Вильна: Русский почин, 1908.
- St. Budrys, V. Budrienė. Piešimo mokykla Vilniuje 1866—1915 metais // Iš lietuvių kultūros istorijos. Т. II, Vilnius: 1959. P. 333—337.
- Nepažįstamas Trutnevas // Krantai. 1995. Nr. 70—72. P. 16—23.
- Jolanta Širkaitė: О художнике Иване Трутневе Вильнюс. 1997. № 4—5 (155—156), s. 156—168.
- Jolanta Širkaitė, Trutniew Iwan (1827-1912), w: Polski Słownik Biograficzny, t. LV, Warszawa-Kraków 2023-2024, s. 290-292.